# 清津操車場
清津操車場（チョンジンジョチャジャン、チョンジンそうしゃじょう）は朝鮮民主主義人民共和国咸鏡北道清津市松坪区域に位置する朝鮮民主主義人民共和国鉄道省康徳線芹洞支線の操車場である。

## 隣の駅
康徳線芹洞支線
康徳駅 - 清津操車場 - 芹洞駅